# (134369) Sahara
(134369) Sahara est un astéroïde de la ceinture principale.

## Description
(134369) Sahara est un astéroïde de la ceinture principale. Il fut découvert le 17 août 1995 à Colleverde par Vincenzo Silvano Casulli. Il présente une orbite caractérisée par un demi-grand axe de 3,05 UA, une excentricité de 0,30 et une inclinaison de 13,6° par rapport à l'écliptique.